# Герб села Зачепилівки
Герб Зачепилівки затверджений 25 серпня 1999 р. рішенням Зачепилівської сільської ради.
Автор — А. Ґречило.

## Опис герба
У золотому полі два зелені яворові листки, над ними — синя восьмипроменева зірка. Щит обрамований декоративним картушем і увінчаний золотою сільською короною.

## Значення символіки
У Зачепилівці народився поет Борис Олійник. Сюжет герба пов'язаний з його віршем «Ти — зорею, а я — кленом», у якому оспівується самобутність та традиційність села. Зірка підкреслює історичний зв'язок із Санжарами (село входило до Санжарської сотні, а на гербі цього містечка фігурувала зірка). Яворові (кленові) листки вказують на відродження села, відновлення місцевої ради. Золоте поле означає багатство й добробут, хліборобську працю.